# U.S. Route 522
La U.S. Route 522 (US 522) est une US Route auxiliaire de la US 22 parcourant 308,59 miles (496,63 km) en Virginie, en Virginie-Occidentale, au Maryland et en Pennsylvanie. La US 522 débute près de Powhatan, Virginie et se poursuit jusqu'à son terminus nord près de Selinsgrove, Pennsylvanie.

## Description du tracé

### Virginie
La US 522 débute à la jonction de la US 60 près de Powhatan. Elle se dirige vers le nord en traversant plusieurs petites localités. Elle passe par Mineral avant d'atteindre Culpeper, au nord. Elle traverse la ville et bifurque vers le nord-ouest. À Sperryville, elle rejoint la US 211 vers le nord-est jusqu'à l'est de Washington, où la US 522 reprend la direction nord. Elle atteint ensuite Front Royal, où elle débute un multiplex avec la US 340. Le multiplex mène les routes jusqu'à l'est de Stephens City, où elles se séparent. La US 522 se dirige vers le nord-ouest jusqu'à Winchester. Elle traverse la ville et se dirige vers le nord-ouest. Elle atteint la frontière de la Virginie-Occidentale au nord-ouest.

### Virginie-Occidentale
La route entre en Virginie-Occidentale et traverse son Panhandle de l'est. Elle passe par Berkeley Springs, plus grande ville sur son passage dans l'état. Lorsqu'elle atteint la rive sud du Potomac, la route atteint la frontière du Maryland.

### Maryland
La US 522 parcourt moins de 3 miles (4 km) au Maryland. Elle entre dans l'état dans le Panhandle, à Hancock, et, dans la ville, rejoint l'I-70 / US 40. Elle atteint rapidement la frontière de la Pennsylvanie, en multiplex avec l'autoroute.

### Pennsylvanie
La US 522 entre en Pennsylvanie en multiplex avec l'I-70 à Warfordsburg. Rapidement, les routes se séparent et la US 522 prend la direction nord-est. Elle atteint McConnellsburg, Fort Littleton, Orbisonia et Mount Union, où elle rejoint la US 22. Les routes forment un multiplex jusqu'à Lewistown, au nord-est, en passant par McVeytown et Strodes Mills. Après Lewistown, la US 522 poursuit son trajet vers le nord-est et passe par McClure, Middleburg et Selinsgrove, où la route prend fin à la jonction avec la US 11 / US 15.

## Intersections majeures
Virginie
 US 60 à Powhatan
 US 250 à Gum Spring
 I-64 près de Gum Spring
 US 33 près de Mineral. Les routes forment un court multiplex.
 US 15 / US 29 à Culpeper
 US 211 à Sperryville. Les routes forment un multiplex jusqu'à l'est de Washington.
 US 340 à Front Royal. Les routes forment un multiplex jusqu'à l'est de Stephens City.
 I-66 près de Front Royal
 I-81 / US 17 / US 50 à Winchester. La US 17 / US 50 / US 522 forment un multiplex dans la ville.
 US 11 à Winchester. Les routes forment un multiplex dans la ville.
Virginie-Occidentale
Aucune intersection majeure
Maryland
 I-70 / US 40 à Hancock. L'I-70 / US 522 forment un multiplex jusqu'à Warfordsburg, Pennsylvanie. La US 40 / US 522 forment un multiplex dans la ville.
 I-68 à Hancock
Pennsylvanie
 US 30 à McConnellsburg
 I-76 à Fort Littleton
 US 22 à Mount Union. Les routes forment un multiplex jusqu'à Lewistown.
 US 322 à Lewistown. Les routes forment un multiplex dans la ville.
 US 11 / US 15 à Selinsgrove